# Gundolf Keil
Pour les articles homonymes, voir Keil.
Gundolf Keil (né le 17 juillet 1934 à Wartha, arrondissement de Frankenstein-en-Silésie) est un historien de la littérature allemande et de la médecine. Il enseigne notamment de 1972 à 2003 à l'université de Wurtzbourg, où il est directeur de l'Institut d'histoire de la médecine.

## Biographie
Gundolf Keil, fils du directeur commercial Walther Keil, étudie à l'école primaire de Rostock après son expulsion de Basse-Silésie, où il étudie également au lycée. En octobre 1950, il s'installe à Zurich et après avoir déménagé en République fédérale d'Allemagne en 1951, il entre d'abord au lycée d'Ettlingen, puis au lycée Hellenstein à Heidenheim an der Brenz, où il obtient son Abitur en février 1954. Keil étudie la médecine, l'allemand, le folklore, la philologie classique et les géosciences à Heidelberg, Göttingen et Bonn. Après l'examen d'État de philologie en 1960, il travaille avec Gerhard Eis (de) avec la thèse Peter von Ulm. Enquêtes sur un mémorial de la vieille prose allemande spécialisée avec une édition critique du texte pour son doctorat. Il est assistant à Göttingen et à Bonn auprès de Gernot Rath (de) et Johannes Steudel (de). En 1968, il réussit l'examen médical d'état à Bonn et obtient son doctorat de médecine. La même année, il est nommé professeur de germanistique à l'université de Stockholm. La leçon inaugurale traite du concept de littérature et de la recherche spécialisée en prose.
Il obtient sa licence pour enseigner (venia legendi (de)) dans le domaine de l'histoire de la médecine en 1971 à Fribourg auprès d'Eduard Seidler (de). Il prend ensuite temporairement le poste de directeur de l'Institut de Marbourg pour l'histoire de la médecine. Après avoir été nommé à la chaire de Wurtzbourg en mai 1972, il déménage à Wurtzbourg avec son épouse Anne-Marie Keil, puis est professeur titulaire à l'Université de Wurtzbourg de 1972 à 2002 tout en dirigeant l'institut pour l'histoire de médecine (initialement dans le bâtiment arrière au 6 Koellikerstraße, plus tard Oberen Neubergweg), du semestre d'été 2002 au semestre d'hiver 2003-2004 en tant que directeur par intérim. Gundolf Keil est émérite depuis 2004. Son successeur à la chaire d'histoire de la médecine de l'Université de Wurtzbourg est Michael Stolberg (de) en 2004. Keil est membre de la Commission historique de Silésie (de).

## Travail scientifique
L'objectif scientifique de Keil est la recherche en prose médiévale et moderne. Il publie de nombreuses publications, notamment dans les domaines de l'histoire de la médecine, de l'histoire des sciences, de l'histoire de la littérature et de la philologie classique. Depuis le début des années 1960, Keil est le « représentant le plus important » de la méthodologie philologique que Gerhard Eis introduit et établit dans l'histoire de la médecine.
Avec le philologue et historien de la médecine Gerhard Baader, Keil partage des années d'activité de recherche, par exemple des recherches dans des bibliothèques françaises et anglaises et des archives italiennes, des éditions conjointes de prose spécialisée et la publication de l'ouvrage standard Médecine dans l'Occident médiéval en 1982.
À partir de 1975, Keil est l'éditeur de la série de monographies Würzburger medizinhistorische Forschungen (WmF) fondée en 1974, une série d'études de l'Institut d'histoire de la médecine, qui en 2009 compte 94 volumes. Michael Holler (1932-1996) est cofondateur et coéditeur de la WmF jusqu'à la publication du volume 66 en 1998. Josef Domes, Erhart Kahle, Peter Proff, Christoph Weißer et d'autres contribuent également à la publication.
À partir de 1983, Gundolf Keil est également rédacteur en chef de Würzburger medizinhistorischen Mitteilungen (WmM), qui paraît en 30 volumes jusqu'en 2011. Michael Holler est de nouveau cofondateur et coéditeur des 17 premiers volumes (1983-1998) de ce magazine,. De plus, Keil est l'un des coéditeurs des Sudhoffs Archiv.
Organisés par l'Institut d'histoire de la médecine de Wurtzbourg, les colloques médico-historiques de Wurtzbourg, qui sont documentés dans le WmM jusqu'au tome 25, ont lieu régulièrement jusqu'en 2005.
Dans la continuité de la tradition du WmM, Keil est également (et, comme auparavant, honoraire) éditeur de Fachprosaforschung – Grenzüberschreitungen (fondée par le Würzburger Fachprosakreis ; depuis 2015 : Medizinhistorische Mitteilungen. Zeitschrift für Wissenschaftsgeschichte und Fachprosaforschung). En 1993, Keil créé le Centre de recherche Wullstein pour la littérature médicale allemande du Moyen Âge à l'Université de Wurtzbourg. Avec l'aide de Franz-Christian Czygan (de), Keil créé le groupe de recherche "Médecine du monastère (de)" à l'Université de Wurtzbourg en 1999/2000, qui est converti en groupe de recherche non universitaire après le départ de Keil en 2010 remplacé par Johannes Gottfried Mayer (de). En 2000, il devient membre à part entière de la classe de sciences naturelles de l'Académie des sciences d'utilité publique d'Erfurt. En 2010, il est nommé membre à part entière de l'Académie allemande des sciences et des arts des Sudètes (de), classe de sciences naturelles.
Selon ses propres déclarations, Keil supervise au moins 250 thèses. Au semestre d'hiver 2012-2013, il offre deux séminaires en tant que professeur émérite à l'Université de Wurtzbourg.

## Mandats
- Président de la Société physico-médicale de Wurtzbourg (depuis 1974/75 et 1976)
- Membre du conseil d'administration (à partir de 1982) et président d'honneur (à partir de 2001) de la Würzburger medizinhistorischen Gesellschaft, fondée le 14 octobre 1982[19] avec son premier président Michael Holler[20] et qui a existé jusqu'en 2011[21]
- Coprésident (depuis 1982) et directeur général (1986 à 2009) de l'Institut Gerhard Möbus (de) de recherche sur la Silésie à l'université de Würzburg, fondé en 1982 et repris par l'université en tant qu'institut annexe en 1986[22] qui a fonctionné jusqu'en 2013[23],[12].
- Membre (depuis 1986), Président du conseil d'administration (1991-2006), Vice-président (2006-2009) de la Fondation des œuvres culturelles de Silésie
- Directeur général de la Fondation académique nationale allemande[24].
- Membre ou Membre du conseil d'administration d'autres sociétés d'histoire scientifique nationales et étrangères.

## Honneurs et récompenses
- Prix Scheffel (de) 1954
- 1976 Admission à l'Ordre des Chevaliers du Saint-Sépulcre à Jérusalem
- 1986 Membre d'honneur du KDStV Cheruscia Würzburg (de) dans le CV (de)
- 1998 Plaque d'honneur de l'Université de Silésie d'Opava (de)
- 1999 Médaille d'État de Bavière pour le Mérite social (de)
- 1999 Istituto Veneto di Scienze, Lettere ed Arti, socio straniero
- 2003 Docteur honoris causa de l'Université de Silésie d'Opava
- 2004 Médaille commémorative de la Faculté de médecine de Cracovie
- 2004 Croix du Mérite sur ruban de l'Ordre du Mérite de la République fédérale d'Allemagne
- 2005 Médaille Georges-Sarton pour l'histoire des sciences de l'Université de Gand

## Publications (sélection)

### en tant qu'auteur
- Die verworfenen Tage. In: Sudhoffs Archiv. Band 41, 1957, S. 27–58.
- Der Botensegen. Eine Anweisung zur Wasserweihe bei der Wundbehandlung. In: Medizinische Monatsschrift. 11, 1957, S. 541–543.
- Peter von Ulm und die Passauer Wundarznei. In: Ulm und Oberschwaben. Mitteilungen der Vereins für Kunst und Altertum in Ulm und Oberschwaben. Band 35, 1958, S. 139–157.
- Das Arzneibuch Ortolf von Baierland (de): Sein Umfang und sein Einfluß auf die „Cirurgia magistri Petri de Ulma“. In: Sudhoffs Archiv. Band 43, 1959, S. 20–60.
- Die Bekämpfung des Ohrwurms nach Anweisungen spätmittelalterlicher und frühneuzeitlicher deutscher Arzneibücher. In: Zeitschrift für deutsche Philologie. Band 79, 1960, S. 176–200.
- Eine lateinische Fassung von Meister Alexanders Monatsregeln. Bairische Gesundheitsregeln aus dem Ende des 14. Jahrhunderts. In: Ostbairische Grenzmarken. Band 4, 19160, S. 123–138.
- Der deutsche Branntweintraktat des Mittelalters: Texte und Quellenuntersuchungen. In: Centaurus. Band 7, 1960/61, S. 53–100.
- Die „Cirurgia“ Peters von Ulm. Untersuchungen zu einem Denkmal altdeutscher Fachprosa mit kritischer Ausgabe des Textes (= Forschungen zur Geschichte der Stadt Ulm. Band 2). Stadtarchiv, Ulm 1961 (zugleich Philosophische Dissertation Heidelberg 1960: Peter von Ulm. Untersuchungen zu einem Denkmal altdeutscher Fachprosa mit kritischer Ausgabe des Textes). Vgl. dazu Hans Wiswe: über Gundolf Keil, Die ‘Cirurgia’ Peters von Ulm, 1961. In: Jahrbuch des Vereins für niederdeutsche Sprachforschung. Band 86, 1963, S. 161–164.
- Ein Rezept mit dem Namen Karls des Großen. In: Zeitschrift für deutsche Philologie. Band 81, 1962, S. 329–337. Dazu Ergänzungen in Sudhoffs Archiv. Band 59, 1972, S. 80 f.
- Die mittellateinische Übersetzung vom Harntraktat des „Bartholomäus“. Untersuchungen zur Wirkung der frühen deutschen Rezeptliteratur. In: Sudhoffs Archiv. Band 47, 1963, S. 417–455.
- über Hermann Menhardt (de), Verzeichnis der altdeutschen literarischen Handschriften der Österreichischn Nationalbibliothek, II–III. In: Anz. dtsch. Altertum dtsch. Lit. Band 76, 1965, S. 100–143
- Bruchstück einer bisher unbekannten Avicenna-Handschrift des 13. Jahrhunderts. In: Gernot Rath, Heinrich Schipperges (de) (Hrsg.): Medizingeschichte im Spektrum. Festschrift Johannes Steudel. Wiesbaden 1966 (= Sudhoffs Archiv. Beiheft 7), S. 82–92.
- Die Niederlassungsankündigung eines Wundarztes aus dem 15. Jahrhundert. Untersuchungen zum ärztlichen Werbe-Formular. In: [Paul und Braune’s] Beiträge zur Geschichte der deutschen Sprache und Literatur. Band 89, (Tübingen) 1967, S. 302–318. DOI: https://doi.org/10.1515/bgsl.1967.1967.89.302
- Die Grazer frühmittelhochdeutschen Monatsregeln und ihre Quelle. In: Gundolf Keil, Rainer Rudolf, Wolfram Schmitt, Hans Josef Vermeer (Hrsg.): Fachliteratur des Mittelalters. Festschrift Gerhard Eis. Metzler, Stuttgart 1968, S. 131–146.
- Die deutsche medizinische Literatur im Mittelalter. In: Verhandlungen des XX. Internationalen Kongresses für Geschichte der Medizin Berlin, 22.–27. August 1966. Hildesheim 1968.
- Zauberpflanzen und Wunderdrogentraktate. In: Leuvense Bijdragen. Band 57, 1968, S. 165–175.
- Ortolfs Arzneibuch. Ergänzungen zu James Follans Ausgabe. In: Sudhoffs Archiv. Band 53, 1969, S. 119–152.
- Der „kurze Harntraktat“ des Breslauer „Codex Salernitanus“ und seine Sippe. Medizinische Dissertation Bonn 1969; in Kommission bei Carl-Ernst Kohlhauer, Feuchtwangen.
- Die urognostische Praxis in vor- und frühsalernitanischer Zeit. Medizinische Habilitationsschrift Freiburg im Breisgau 1970.
- Literaturbegriff und Fachprosaforschung. In: Jahrbuch für internationale Germanistik. Band 2, 1970, S. 95–102.
- unter Mitwirkung von Wolfgang Löchel: Gestaltwandel und Zersetzung. Roger-Urtext und Roger-Glosse vom 12. bis ins 16. Jahrhundert. In: August Buck, Otto Herding (Hrsg.): Der Kommentar in der Renaissance (= Deutsche Forschungsgemeinschaft. Mitteilung I der Kommission für Humanismusforschung). Bonn-Bad Godesberg/Boppard 1975, S. 209–224.
- Randnotizen zum ‚Stockholmer Arzneibuch‘. In: Studia neophilologica. Band 44, 1972, S. 238–262.
- Zur Datierung des „Antidotarium Nicolai (de)“. In: Sudhoffs Archiv. Band 62, 1978, S. 190–196; auch in Klaus O. Kern (Hrsg.): Wissenschaftliche Verbindung Cimbria zu Heidelberg. Festschrift zum 100jährigen Bestehen. Heidelberg 1976, S. 28–36.
- Die „Freiberger Arzneimittellehre“ des 13. Jahrhunderts in mittelniederdeutscher Umschrift. In: Volker Schmidtchen (de), Eckhard Jäger (Hrsg.): Wirtschaft, Technik und Geschichte. Beiträge zur Erforschung der Kulturbeziehungen in Deutschland und Osteuropa. Festschrift Albrecht Timm (de). (= Schriften des Nordostdeutschen Kulturwerks.) Berlin 1980, S. 63–82.
- „ich, meister Ortolf, von Beierlant geborn, ein arzet in Wirzeburc“. Zur Wirkungsgeschichte Würzburger Medizin des 13. Jahrhunderts (= Würzburger Universitätsreden. 56). In: Jahresbericht der Bayerischen Julius-Maximilians-Universität Würzburg über das akademische Jahr 1975/76. Würzburg 1977, S. 17–42.
- Zur Geschichte der plastischen Chirurgie. [Festvortrag, gehalten auf der 48. Jahresversammlung der Deutschen Gesellschaft für Hals-Nasen-Ohrenheilkunde, Bad Reichenhall, 22.–26. Mai 1977]. In: Laryngologie Rhinologie Otologie. Band 57, 1978, S. 581–591.
- Prosa und gebundene Rede im medizinischen Kurztraktat des Hoch- und Spätmittelalters. In: Volker Honemann, Kurt Ruh, Bernhard Schnell, Werner Wegstein (Hrsg.): Poesie und Gebrauchsliteratur im deutschen Mittelalter. Würzburger Colloquium 1978. Tübingen 1979, S. 76–94.
- Sudhoffs Sicht vom deutschen medizinischen Mittelalter. In: Nachrichtenblatt der Deutschen Gesellschaft für Geschichte der Medizin, Naturwissenschaft und Technik. Band 31, 1981, S. 94–129.
- Randnotizen zu Danielle Jacquarts Wickersheimer-Supplement. In: Sudhoffs Archiv. Band 66, 1982, S. 172–186.
- Altern und Alter in der Antike. In: Akt. Gerontol. Band 13, 1983, S. 47–52.
- „Gart“, „Herbarius“, „Hortus“. Anmerkungen zu den ältesten Kräuterbuch-Inkunabeln. In: Gundolf Keil (Hrsg.): „gelêrter der arzenîe, ouch apotêker“: Beiträge zur Wissenschaftsgeschichte. Festschrift [zum 70. Geburtstag von] Willem F. Daems (= Würzburger medizinhistorische Forschungen. Band 24). Wellm, Pattensen, jetzt bei Königshausen & Neumann, Würzburg, 1982 (erschienen 1983)  (ISBN 3-921456-35-5), S. 589–635.
- Der medizinische Kurztraktat in der deutschen Literatur des Mittelalters. In: Ingo Reiffenstein (Hrsg.): Beiträge zur Überlieferung und Beschreibung deutscher Texte des Mittelalters. Referate der 8. Arbeitstagung österreichischer Handschriften-Bearbeiter vopm 25.–28.11. 1981 in Rief bei Salzburg.. Göppingen 1983 (= Göppinger Arbeiten zur Germanistik. Band 402), S. 41–114.
- Zur Frage der kurativ-konsiliarischen Tätigkeit des mittelalterlichen deutschen Apothekers. In: Peter Dilg u a. (Hrsg.): Perspektiven der Pharmaziegeschichte. Festschrift Rudolf Schmitz (de). Graz 1983, S. 181–196.
- Das Krebs-Pulver-Rezept für Karl den Großen. In: Würzburger medizinhistorische Mitteilungen. Band 3, 1985, S. 243–255.
- Die Frau als Ärztin und Patientin in der medizinischen Fachprosa des deutschen Mittelalters. In: Harry Kühnel (de), Franz Hundsnurscher (Hrsg.): Frau und spätmittelalterlicher Alltag. Internationaler Kongreß Krems an der Donau 2.–5. Oktober 1984. Wien 1986 (= Veröffentlichungen des Instituts für mittelalterliche Realienkunde Österreichs. Band 9), S. 157–211.
- Mittelalterliche Chirurgie. In: Acta medicae historiae Patavina. Band 30, 1983/1984 (1985), S. 45–64.
- Deutsche psychiatrische Zeitschriften des 19. Jahrhunderts. In: Gundolf Keil, Gerhardt Nissen (Hrsg.): Psychiatrie auf dem Wege zur Wissenschaft. Psychiatrie-historisches Symposium anläßlich des 90. Jahrestages der Eröffnung der „Psychiatrischen Klinik der Königlichen Universität Würzburg“. Stuttgart/ New York 1985, S. 28–35.
- Hortus Sanitatis, Gart der Gesundheit, Gaerde der Sunthede. In: Elisabeth B. MacDougall (Hrsg.): Medieval Gardens. (= Dumbarton Oaks Colloquium on the history of landscape architecture. Band 9). Washington, D.C. 1986.
- Der Aussatz im Mittelalter. In: Jörn Henning Wolf (Hrsg.): Aussatz, Lepra, Hansen-Krankheit. Ein Menschheitsproblem im Wandel. Teil II: Aufsätze (= Kataloge des Deutschen Medizinhistorischen Museums. Beiheft 1). Deutsches Aussätzigen-Hilfswerk, Würzburg 1986 (1987), S. 85–102.
- Schlesien als Gegenstand medizinischer Fachprosaforschung. In: Lothar Bossle (de), Gundolf Keil, Josef Joachim Menzel, Eberhard Günter Schulz (de) (Hrsg.): Schlesien als Aufgabe interdisziplinärer Forschung. Sigmaringen 1986 (= Schlesische Forschungen. Band 1), S. 53–74.
- Seuchenzüge des Mittelalters. In: Bernd Herrmann (de) (Hrsg.): Mensch und Umwelt im Mittelalter. Stuttgart 1986; Neudrucke (deklariert als 3. und 4. Auflage) ebenda 1987 und 1989 (= Fischer-Taschenbuch. Band 1480), S. 109–128.
- Organisationsformen medizinischen Wissens. In: Norbert Richard Wolf (de) (Hrsg.): Wissensorganisierende und wissensvermittelnde Literatur im Mittelalter. Perspektiven ihrer Erforschung. Kolloquium 5.–7. Dezember 1985. Wiesbaden 1987 (= Wissensliteratur im Mittelalter. Schriften des Sonderforschungsbereichs 226 Würzburg/Eichstätt. Band 1), S. 221–245.
- Medizin und Demographie im Mittelalter. In: Bernd Hermann, Rolf Sprandel (Hrsg.): Determinanten der Bevölkerungsentwicklung im Mittelalter. Acta Humaniora, Weinheim 1987, S. 173–180.
- „weme daz herze von leids wegen wê tuot“. Psychiatrisches in altdeutschen Rezepten. In: Hans-Jürgen Friede, Götz-Erik Trott (Hrsg.): Depression in Kindheit und Jugend. Huber, Bern/Stuttgart/Toronto 1988  (ISBN 3-456-81731-2), S. 11–21.
- Medizinische Bildung und Alternativmedizin. In: Winfried Böhm (de), Martin Lindauer (Hrsg.): „Nicht Vielwissen sättigt die Seele“. Wissen, Erkennen, Bildung, Ausbildung heute. (= Drittes Symposium der Universität Würzburg.) Ernst Klett, Stuttgart 1988  (ISBN 3-12-984580-1), S. 245–271.
- Umgang mit AIDS-Kranken als Herausforderung an eine humane Gesellschaft. „Statement“ zum Akquirierten Immun-Defizienz-Syndrom aus fachhistorischer Perspektive. In: Johannes Gründel (de) (Hrsg.): AIDS. Herausforderung an Gesellschaft und Moral. 2. Auflage. Düsseldorf 1988 (= Schriften der Katholischen Akademie in Bayern. Band 125), S. 31–41.
- Der anatomei-Begriff in der Paracelsischen Krankheitslehre. Mit einem wirkungsgeschichtlichen Ausblick auf Samuel Hahnemann. In: Hartmut Boockmann, Bernd Moeller (de), Karl Stackmann (Hrsg.): Lebenslehren und Weltentwürfe im Übergang vom Mittelalter zur Neuzeit. Politik – Bildung – Naturkunde – Theologie. Bericht über Kolloquien der Kommission zur Erforschung der Kultur des Spätmittelalters 1983 bis 1987 (= Abhandlungen der Akademie der Wissenschaften in Göttingen: philologisch-historische Klasse. Folge III, Nr. 179). Vandenhoeck & Ruprecht, Göttingen 1989  (ISBN 3-525-82463-7), S. 336–351.
- Ortolfs chirurgischer Traktat und das Aufkommen der medizinischen Demonstrationszeichnung. In: Wolfgang Harms (de) (Hrsg.): Text und Bild, Bild und Text. DFG-Symposion 1988. Stuttgart 1990 (= Germanistische Symposien. Berichtsband 11), S. 134, 137–149, 216–221 und 237 f.
- Die medizinische Literatur des Mittelalters. In: Ria Jansen-Sieben (Hrsg.): Artes Mechanicae in middeleeuws Europa. Brüssel 1989 (= Archief- en Bibliotheekwezen in België. Extranummer 34), S. 73–111.
- Apercus zur Geschichte der Gefäßchirurgie. In: Martin Sperling (Hrsg.): Gefahren, Fehler und Erfolge in der vaskulären Chirurgie und ihre Wirklichkeit. Karger, Basel u. a. 1991  (ISBN 3-8055-5533-4), S. 13–21.
- Die Texte des „Kodex Berleburg“ im Spiegel altdeutscher Fachprosa. In: Werner Dressendörfer, Gundolf Keil, Wolf-Dieter Müller-Jahncke (Hrsg.): Älterer deutscher „Macer“ – Ortolf von Baierland „Arzneibuch“ – „Herbar“ des Bernhard von Breidenbach – Färber- und Maler-Rezepte. Die oberrheinische medizinische Sammelhandschrift des Kodex Berleburg (Berleburg, Fürstlich Sayn-Wittgenstein’sche Bibliothek, Cod. RT 2/6). Einführung zu den Texten, Beschreibung der Pflanzenabbildungen und der Handschrift (= Codices illuminati medii aevi. 13). Edition Lengenfelder, München 1991  (ISBN 3-89219-013-5), S. 19–74.
- Der Hausvater als Arzt. In: Trude Ehlert (Hrsg.): Haushalt und Familie in Mittelalter und früher Neuzeit. Vorträge eines interdisziplinären Symposions vom 6.–9. Juni 1990 an der Rheinischen Friedrich-Wilhelms-Universität Bonn. Thorbecke, Sigmaringen 1991  (ISBN 3-7995-4156-X), S. 219–243.
- Das älteste niederländische Rezept und seine Quellen. In: Scientiarum Historia. Band 17, 1991, S. 5–16.
- Heinrich von Pfalzpaint und die plastische Chirurgie der Haut. In: Günter Burg, Albert A. Hartmann, Birger Konz (Hrsg.): Onkologische Dermatologie. Neue Aspekte, altersbedingte Besonderheiten. 14. Jahrestagung der Vereinigung für operative und onkologische Dermatologie vom 10.–12. Mai 1991 in Würzburg. Springer, Berlin/Heidelberg/New York 1992  (ISBN 3-540-55768-7), S. 3–11.
- Lexer und die medizinische Fachsprache. In: Horst Brunner (Hrsg.): Matthias von Lexer. Beiträge zu seinem Leben und Schaffen (= Zeitschrift für Dialektologie und Linguistik. Beiheft 80). Steiner, Stuttgart 1993  (ISBN 3-515-06357-9), S. 141–157.
- ‘regimen sanitatis – râtes leben’: Gesundheitsregeln des Mittelalters. In: Ria Jansen-Sieben, Frank Daelemans (Hrsg.): Voeding en geneeskunde/Alimentation et médecine. Acten van het colloquium Brussel [...] 1990. Brüssel 1993 (= Archief- en bibliotheekwezen in België. Extranummer 41), S. 95–124.
- Ipokras. Personalautoritative Legitimation in der mittelalterlichen Medizin. In: Peter Wunderli (de) (Hrsg.): Herkunft und Ursprung. Historische und mythische Formen der Legitimation. (Akten des Gerda-Henkel-Kolloquiums, veranstaltet vom Forschungsinstitut für Mittelalter und Renaissance der [...] Universität Düsseldorf, 13. bis 15. Oktober 1991). Jan Thorbecke, Sigmaringen 1994, S. 157–177.
- Technisches und wissenschaftliches Schrifttum im mittelalterlichen Schlesien. In: Gundolf Keil, Josef Joachim Menzel (Hrsg.): Anfänge und Entwicklung der deutschen Sprache im mittelalterlichen Schlesien. Verhandlungen des VIII. Symposions vom 2. bis 4. November in Würzburg 1989. Sigmaringen 1995 (= Schlesische Forschungen. Veröffentlichungen des Gerhard-Möbus-Instituts für Schlesienforschung an der Universität Würzburg. Band 6), S. 183–218.
- Krankheit und Zeit in der Medizin des Mittelalters und der Frühmoderne. In: Trude Ehlert (Hrsg.): Zeitkonzeptionen, ZeIterfahrung, Zeitmessung. Paderborn/Wien/Zürich 1997, S. 117–138.
- Physis. Aspekte des antiken Naturbegriffs. Eröffnungsvortrag in: Peter Dilg (Hrsg.): Natur im Mittelalter. Konzeptionen – Erfahrungen – Wirkungen. Akten des 9. Symposiums des Mediävistenverbandes, Marburg, 14.–17. März 2001. Berlin 2003, S. 1–30.
- „Es hat vnser libe fraw gesprochen in dem puch der libe: ‚Ich pin ein plvm des tals vnd auch des grvnen waldes‘“: Die Einführung der Convallarin-Glykoside als Hinweis auf mährisch-schlesische Provenienz. In: Iva Kratochvilová, Lenka Vaňková (Hrsg.): Germanistik im Spiegel der Generationen. Festschrift Zdeněk Masařík. Opava/ Ostrava 2004, S. 72–132.
- Das „Wässerbüchlein“ Gabriel von Lebenstein (de) und die „Oberschlesischen Roger-Aphorismen“. Beobachtungen zu Wirkungsgeschichte und Provenienz. In: Fachprosaforschungen – Grenzüberschreitungen. Band 1, 2005 (2007), S. 105–154.
- Die Gesundheitskatechismen des Breslauer Stadtarztes Martin Pansa (1580–1626). In: Klaus Garber: Kulturgeschichte Schlesiens in der Frühen Neuzeit. 2 Bände, Tübingen 2005, Band 1, S. 287–319.
- Jan Yperman und die niederländische Chirurgie im Spätmittelalter. In: Sarton Chair of the History of Sciences (Hrsg.): Sartonia. Band 19, (Gent) 2006, S. 99 und 104–136.
- Das ‘Breslauer Arzneibuch’ und sein fachliterarisches Umfeld. In: Jahrbuch der Schlesischen Friedrich-Wilhelms-Universität zu Breslau. Band 47/48, 2006/2007 (2008), S. 27–46.
- Die absteigende Konsistenzreihe als makrostrukturelles Gliederungsprinzip in wundärztlichen Arzneimittelhandbüchern des Spätmittelalters. In: Jürgen Kiefer (Hrsg.): Parerga – Beiträge zur Wissenschaftsgeschichte: in memoriam Horst Rudolf Abe. Erfurt 2007 (= Sonderschriften der Akademie gemeinnütziger Wissenschaften zu Erfurt. Ohne Bandzahl), S. 9–22.
- „Isaak künig Salomons sun machte in Arabia ein buoch, daz Got nie bezzerz geschuof“ – Die Repräsentanz der Schule von Kairouan im Würzburg und Breslau des 13. Jahrhunderts. In: Mamoun Fansa, Karen Aydin u. a. (Hrsg.): Ex oriente lux? Wege zur neuzeitlichen Wissenschaft. Begleitband zur Sonderausstellung […] im Augusteum Oldenburg. Mainz/ Oldenburg 2009 (= Schriftenreihe des Landesmuseums für Natur und Mensch. Band 70), S. 212–225 und 495–526.
- Arzt und Patientin im Mittelalter. In: Anja Hesse, Hans-Joachim Behr u. a. (Hrsg.): TABU: Über den gesellschaftlichen Umgang mit Ekel und Scham. Berlin 2009 (= Braunschweiger kulturwissenschaftliche Studien. Veröffentlichungen des Fachbereichs Kultur der Stadt Braunschweig. Band 1), S. 161–200.
- Farbe und Struktur im wundärztlichen Rezeptaren des deutschen Mittelalters. In: Fachprosaforschung – Grenzüberschreitungen. Band 4/5, 2008/2009 (2010), S. 47–46.
- „… daz crütlein, daz man mir zů Kammerach zůg“. Anton Trutmann als spätmittelalterlicher Phytopharmazeut zwischen Deutschland, Frankreich und der Schweiz. In: Ingrid Kästner, Jürgen Kiefer (Hrag.): Botanische Gärten und botanische Forschungsreisen. Beiträge der Tagung vom 7. bis 9. Mai 2010 an der Akademie gemeinnütziger Wissenschaften zu Erfurt. Aachen 2011 (= Europäische Wissenschaftsbeziehungen. Band 3), S. 3–34.
- Die Berg-Art des Wassers. Geologische Hydrologie spätmittelalterlicher Bäderheilkunde. In: Ingrid Kästner, Jürgen Kiefer (Hrsg.): Beschreibung, Vermessung und Visualisierung der Welt. Beiträge der Tagung vom 6. bis 8. Mai 2011 an der Akademie gemeinnütziger Wissenschaften zu Erfurt. Aachen 2012 (= Europäische Wissenschaftsbeziehungen. Band 4), S. 17–40.
- „blutken – bloedekijn“. Anmerkungen zur Ätiologie der Hyposphagma-Genese im ‚Pommersfeldener schlesischen Augenbüchlein‘ (1. Drittel des 15. Jahrhunderts). Mit einer Übersicht über die augenheilkundlichen Texte des deutschen Mittelalters. In: Fachprosaforschung – Grenzüberschreitungen. Band 8/9, 2012/2013 (2014), S. 7–175.
- „dits die beste raet die icker toe can gegeuen genomen vte platearise“. Quellenkundliche Anmerkungen zu Ypermans Medicine. In: Geneeskunde in Nederlandstalige teksten tot 1600: Handelingen van het zesde symposium ‘geschiedenis der geneeskundige wetenschapen’, ingericht door de Koninklijke Academie voor Geneeskunde van België op 20 maart 2004. Brüssel 2012 (2013)  (ISBN 978-90-75273-29-8), S. 93–137; vgl. hierzu: Konrad Goehl: Anmerkungen zu Gundolf Keils quellenkundlicher Dekodierung von Ypermans ‘Medicine’. In: Fachprosaforschung – Grenzüberschreitungen. Band 8/9, 2012/2013 (2014), S. 547–550.
- Die deutsche Isaak-Judäus-Rezeption vom 13. bis 15. Jahrhundert. Aachen 2015 (= Europäische Wissenschaftsbeziehungen. Supplement 2).
- Vegetarisch. In: Medizinhistorische Mitteilungen. Zeitschrift für Wissenschaftsgeschichte und Fachprosaforschung. Band 34, 2015 (2016), S. 29–68 (unter Mitwirkung von Christine Wolf).
- Die Bartflechte als Lebensmittel. In: Medizinhistorische Mitteilungen. Zeitschrift für Wissenschaftsgeschichte und Fachprosaforschung. Band 35, 2016, S. 107–121.
- Deutsche Medizinliteratur des 12. bis 15. Jahrhunderts im spätmittelalterlichen Hanse-Raum. In: Jürgen Kiefer, Ingrid Kästner, Klaus Manger (de) (Hrsg.): Der Ostseeraum aus wissenschafts- und kulturhistorischer Sicht. Aachen 2018 (= Europäische Wissenschaftsbeziehungen. Band 15), S. 7–26.
- Robert Koch (1843–1910). Ein Essai. In: Medizinhistorische Mitteilungen. Zeitschrift für Wissenschaftsgeschichte und Fachprosaforschung. Band 36/37, 2017/2018 (2021), S. 73–109.
- Wut, Zorn, Haß. Ein semantischer Essai zu drei Ausprägungen psychischer Affektstörung. In: Medizinhistorische Mitteilungen. Zeitschrift für Wissenschaftsgeschichte und Fachprosaforschung. Band 36/37, 2017/2018 (2021), S. 183–192.
- diverse Artikel in: Lexikon des Mittelalters (de). München/Zürich 1977 ff., etwa
  - mit Hans-Peter Baum (de): Barbier. Band 1 (1980, Lieferung 7), Sp. 1444 f.
  - Chirurg, Chirurgie (Wundarzt, Wundarznei). Band 2 (1983, Lieferung 9), Sp. 1845–1860.
- diverse Artikel in: Verfasserlexikon (de). (2. Auflage). Etwa
  - Bartholomäus. Band 1 (1978), Sp. 609–615.
  - Gart der Gesundheit. Band 2 (1980), Sp. 1072–1092.
  - Guy de Chauliac. Band 3 (1980), Sp. 347–353.
  - Johann (Hans) von Toggenburg. Band 4 (1984), Sp. 783 f.
  - Lanfrank von Mailand. Band 5 (1985), Sp. 560–572.
  - Nikolaus von Polen (N. v. Böhmen) OP. Band 6 (1987), Sp. 1128–1133
  - Ortolf von Baierland. Band 7 (1989), Sp. 67–82.
  - Wonnecke, Johann. Band 10 (1999), Sp. 1421 f.

### En tant que co-auteur
- mit Gerhard Eis: Nachträge zum Verfasserlexikon. In: Studia neophilologica. Band 30, 1958, S. 232–250, Band 31, 1959, S. 219–242, Band 43, 1971, S. 377–429, und in Beiträge zur Geschichte der deutschen Sprache und Literatur. Band 83, (Tübingen) 1961/1962, S. 167–226.
- mit Wolfram Schmitt: Nachträge zum Verfasserlexikon. In: Studia neophilologica. Band 39, 1967, S. 80–107.
- mit Willy Louis Braekman: Die „Vlaamsche leringe van orinen“ in einer niederfränkischen Fassung des 14. Jahrhunderts. Randbemerkungen zur Gliederung des mittelalterlichen Harntraktats. In: Niederdeutsche Mitteilungen. Band 24, 1968, S. 75–125.
- mit Willy Louis Braekman: Fünf mittelniederländische Übersetzungen des „Antidotarium Nicolai (de)“. Untersuchungen zum pharmazeutischen Fachschrifttum der mittelalterlichen Niederlande. In: Sudhoffs Archiv Band 55, 1971, S. 257–320.
- mit Hans Reinecke: Der „kranewitber“-Traktat des „Doktor Hubertus“. Untersuchungen zur spätmittelalterlichen Pharmakologie der Baccae Juniperi. In: Sudhoffs Archiv. Band 57, 1973, S. 361–415.
- mit Heinz-Ulrich Röhl: Gliederungsprobleme bei der ‘Kleinen Chirurgie’ Lanfranks. In: Jószef Antall, Géza Buzinkay, Ferenc Némethy (Hrsg.): Acta Congressus internationalis XXIV historiae artis medicinae, 25–31 Augusti 1974 Budapestini. 2 Bände, Budapest 1976, Band 2, S. 1373–1392.
- mit Willem Frans Daems (de): Paracelsus und die „Franzosen“. Beobachtungen zur Venerologie Hohenheims. Teil I: Pathologie und nosologisches Konzept. [Gernot Rath zum Gedächtnis] In: Nova Acta Paracelsica. [Jahrbuch der Schweizerischen Paracelsus-Gesellschaft] Band 9, 1977, S. 99–151.
- mit Willem Frans Daems: Die Solothurner Fassung des ‚tractatulus de collectione medicinarum‘. In: Gottfried Schramm (Hrsg.): Neue Beiträge zur Geschichte der Pharmazie. Festschrift Hans-Rudolf Fehlmann. Zürich 1979 (ab 1981 Pattensen/Han.), S. 47–57.
- mit Gerhard Baader: Mittelalterliche Diagnostik. Ein Bericht. In: Christa Habrich, Frank Marguth, Jörn Henning Wolf (de) (Hrsg.): Medizinische Diagnostik in Geschichte und Gegenwart. Festschrift Heinz Goerke. München 1978 (= Neue Münchner Beiträge zur Geschichte der Medizin und Naturwissenschaften, medizinhistorische Reihe. Band 7/8), S. 121–144.
- mit Rolf Müller: Mittelniederfränkisch „self-ete“. In: Zeitschrift für deutsches Altertum und deutsche Literatur. Band 108, 1979, S. 180–187.
- mit Franz Gräser: Die Pestrezepte des Fuldaer Kodex Aa 129. Untersuchungen zu einem ostfränkischen Kompilat des 15. Jahrhunderts. In: Zeitschrift für deutsches Altertum und deutsche Literatur. Band 109, 1980, S. 72–85.
- mit Willem F. Daems: „Gelêrter der arzeniê, ouch apotêker“. Zum Ansehen des Apothekers im spätmittelalterlichen Deutschland. In: Sudhoffs Archiv. Band 64, 1980, S. 86–89.
- mit Rolf Müller: Vorläufiges zu Jan Bertrand. In: Gundolf Keil und andere (Hrsg.): Fachprosa-Studien. Beiträge zur mittelalterlichen Wissenschafts- und Geistesgeschichte. Berlin 1981, S. 331–345.
- mit Heinz-Jürgen Bergmann: Das Münchner Pestlaßmännchen. Standardisierungstendenzen in der spätmittelalterlichen deutschen Pestliteratur. In: Gundolf Keil, Peter Assion, Willem Frans Daems, Heinz-Ulrich Röhl (Hrsg.): Fachprosa-Studien. Beiträge zur mittelalterlichen Wissenschafts- und Geistesgeschichte. (Festschrift Gerhard Eis) E. Schmidt, Berlin 1982  (ISBN 3-503-01269-9), S. 318–330.
- mit Thomas Holste: Ein Straßburger altdeutscher Theriaktraktat. In: Gundolf Keil (Hrsg.): „gelêrter der arzenîe, ouch apotêker“: Beiträge zur Wissenschaftsgeschichte. Festschrift Willem F. Daems (= Würzburger medizinhistorische Forschungen. Band 24). Wellm, Pattensen 1982  (ISBN 3-921456-35-5), S. 511–522.
- mit Ingrid Rohland: Randnotizen zum „Schüpfheimer Kodex“. Teil I: Allgemeines und Textbestimmung der Traktate. In: Gesnerus. Band 40, 1983, S. 257–274. Vgl. dazu Huldrych M. Koelbing (de): Bemerkung zu Ingrid Rohlands und Gundolf Keils Randnotizen zum Schüpfheimer Kodex. ebenda S. 275 f.
- mit Christian Tenner: Das „Darmstädter Arzneibuch“. Randnotizen zu einer oberrheinischen Sammelhandschrift der Zeitenwende. In: Bibliothek und Wissenschaft. Band 18. 1984, S. 85–234.
- mit Roman Hippéli: Zehn Monde Menschwerdung. Ein Schöpfungsbericht „Vom Ei bis zur Geburt“, gezeichnet, erzählt und ausgeschmückt mit Themen aus des Reihe „Ars phanatomica“ von Roman Hippéli und Gundolf Keil. Biberach a. d. Riß 1982, 4. Auflage ebenda 1984.
- mit Peter Proff: Das opodeltoch-Rezept in Handschrift 631c der Zentralbibliothek Zürich. Beobachtungen zur Arzneimittellehre Hohenheims. In: Nova Acta Paracelsica. Jahrbuch der schweizer Paracelsus-Gesellschaft. Band 10, 1982, S. 208–215.
- mit Peter Proff und Werner Friedrich Kümmel (de): Caspar Stromayr, Practica copiosa von dem rechten Grundt deß Bruch Schnidts (Lindau, 1559–67), & Jakob Ruëff, Practica in arte ophthalmica copiosa (Zürich, um 1550). Band 1: Faksimile, Band 2: Kommentar zur Faksimile-Ausgabe unter besonderer Berücksichtigung der Paracelsus-Rezeption und der Kommunikationsstruktur in chirurgischen Geheimbüchern der frühen Neuzeit. München 1978 (Band 1) und 1983 (Band 1 und 2).
- mit Wilhelm B. Deichmann, Dietrich Henschler (de) und Bo Holmstedt: What is there that is not poison? A study of the „Third Defense“ by Paracelsus. In: Arch. Toxicol. Band 58, 1986, S. 207–213; auch in: The Hexagon. Band 79, 1988, Nr. 3, S. 43–49.
- mit William Eamon: Plebs amat empirica. Nicholas of Poland and his critique of the mediaeval medical establishment. In: Sudhoffs Archiv. Band 71, 1987, S. 180–196.
- mit Lothar Bossle (de), Josef Joachim Menzel und Eberhard Gunter Schulz (Hrsg.): Nationalsozialismus und Widerstand in Schlesien (= Schlesische Forschungen. Band 3). Thorbecke, Sigmaringen 1989  (ISBN 3-7995-5853-5).
- mit Ortrun Riha (de): Wissensordnende Prinzipien in oberrheinischen Arzneibüchern. In: Ergebnisse der XXI. Jahrestagung des Arbeitskreises „Deutsche Literatur des Mittelalters“. Greifswald 1989 (= Wissenschaftliche Beiträge der Ernst-Moritz-Arndt-Universität Greifswald. Deutsche Literatur des Mittelalters. Band 4), S. 77–100.
- mit Antoni Jonecko: Studien zum Dichterarzt Nikolaus von Polen. Eine Skizze des mittelalterlichen Arztes und Dichters unter besonderer Akzentuierung seiner „Antipocras“-Streitschrift, seiner „Experimenta“, der „Chirurgie“ sowie seiner Verbindungen nach Schlesien. In: Würzburger medizinhistorische Mitteilungen. Band 11, 1993, S. 205–225.
- mit Josef Joachim Menzel (Hrsg.): Anfänge und Entwicklung der deutschen Sprache im mittelalterlichen Schlesien. Vom 2. bis 4. November in Würzburg 1989. Thorbecke, Sigmaringen 1995  (ISBN 3-7995-5856-X).
- mit Rolf Müller: Deutsche Lanfrank-Übersetzungen des 14. und 15. Jahrhunderts. Zur Wertung der Lanfrank-Zitate in Brunschwigs „Chirurgie“. In: Hans-Heinz Eulner, Gunter Mann, Gert Preiser, Rolf Winau, Otto Winkelmann (Hrsg.): Medizingeschichte in unserer Zeit. Festgabe für Edith Heischkel-Artelt und Walter Artelt (de) zum 65. Geburtstag. Enke, Stuttgart 1971  (ISBN 3-432-01698-0), S. 90–110.
- mit Rudolf Peitz: „Decem quaestiones de medicorum statu“. Beobachtungen zum Fakultätenstreit und zum mittelalterlichen Unterrichtsplan Ingolstadts. In: Gundolf Keil, Bernd Moeller, Winfried Trusen (Hrsg.): Der Humanismus und die oberen Fakultäten. (= Deutsche Forschungsgemeinschaft: Mitteilungen der Kommission für Humanismusforschung. Band 14). Acta Humaniora, Weinheim/ Bonn 1987  (ISBN 3-527-17016-2), S. 215–238.
- mit Paul Schnitzer (Hrsg.): Das Lorscher Arzneibuch und die frühmittelalterliche Medizin. Verhandlungen des medizinhistorischen Symposiums im September 1989 in Lorsch. (= Geschichtsblätter für den Kreis Bergstraße. Sonderband 12). Laurissa, Lorsch 1991  (ISBN 3-922781-74-8).
- als Hrsg.: Das Lorscher Arzneibuch. Wissenschaftliche Verlagsgesellschaft, Stuttgart 1989  (ISBN 3-8047-1078-6).
  - I. Band: Faksimile der Handschrift Msc. Med. 1 der Staatsbibliothek Bamberg.
  - II. Band: Übersetzung der Handschrift Msc. Med. 1 der Staatsbibliothek Bamberg. Von Ulrich Stoll und Gundolf Keil unter Mitwirkung von Albert Ohlmeyer, mit einer Einleitung von Gundolf Keil.
- mit Konrad Goehl (de): „apothecarii nostri temporis“. Eine Kritik am Apothekerstand aus der Frühzeit der Pharmazie. In: Veröffentlichungen der Internationalen Gesellschaft für Geschichte der Pharmazie. Neue Folge, Band 59, Stuttgart 1991.
- mit Werner E. Gerabek: Roger Frugardi und die Tradition langobardischer Chirurgie. In: Sudhoffs Archiv. Band 86, 2002, S. 1–26.
- mit Hans-Georg Stephan (de):  Der Chirurg von der Weser (ca. 1200–1265) – ein Glücksfall der Archäologie und Medizingeschichte. In: Sudhoffs Archiv. Band 77, 1993, S. 174–192.
- mit Michael Freyer: Geschichte des medizinisch-naturkundlichen Unterrichts. Einführung in Grundlagen und Verlauf der Entwicklung eines neuen Lehrgebiets. Filander-Verlag, Fürth 1997  (ISBN 3-930831-08-2).
- mit Knut Bentele: Die ‘Würzburger Wundarznei’. Anmerkungen zu einem neugefundenen Arzneimittel-Handbuch des Spätmittelalters. In: Peter Jörg Becker, Eva Bliembach, Holger Nickel, Renate Schipke, Giuliano Staccioli (Hrsg.): Scrinum Berolinense. (Festschrift Tilo Brandis (de)) 2 Bände, Berlin 2000 (= Beiträge der Staatsbibliothek Preußischer Kulturbesitz zu Berlin. Band 10), Band 1, S. 358–387.
- mit Arnulf Thiede (de) und Yoshiki Hiki: Philipp Franz von Siebold and His Era. Prerequisites, Developments, Consequences and Perspectives. Berlin/ Heidelberg/ New York 2000.
- mit Dagmar Schelletter und Anne Rappert: Aphorismen zur Arzneiform „Salbe“ unter besonderer Berücksichtigung chirurgischer Fachprosa des deutschen Mittelalters. In: Menso Folkerts, Stefan Kirschner (de), Andreas Kühne (de) (Hrsg.): Pratum floridum. Festschrift Brigitte Hoppe. Augsburg 2002 (= [Münchner Universitätsschriften:] Algorismus. Studien zur Geschichte der Mathematik und der Naturwissenschaften. Band 38), S. 369–403.
- mit Christian Crone und Anne Rappert: Arzneiöle als formbestimmendes Element in der chirurgischen Fachliteratur des Spätmittelalters. In: Christoph Friedrich (de), Sabine Bernschneider-Reif, Daniela Schierhorn (Hrsg.): Rosarium litterarum. Beiträge zur Pharmazie- und Wissenschaftsgeschichte. Festschrift Peter Dilg. Eschborn 2003, S. 66–104.
- mit Petra Hille und Annes Rappert: Die Arzneiform Pulver in der chirurgischen Fachliteratur des Hoch- und Spätmittelalters. In: István Gazda u. a. (Hrsg.): Ditor ut ditem. Tanulmányok Schultheisz Emil professzor 80. születésnapjára. Budapest 2003 (= Magyar tudomanytörténeti szemle könyvtára. Band 36), S. 54–104.
- als Mitherausgeber und Verfasser zahlreicher Artikel: Die deutsche Literatur des Mittelalters. Verfasserlexikon. Begr. von Wolfgang Stammler. Fortgef. von Karl Langosch. Hrsg. von Burghart Wachinger. De Gruyter, Berlin/New York  (ISBN 978-3-11-022248-7).
- mit Werner E. Gerabek, Bernhard D. Haage und Wolfgang Wegner (Hrsg.): Enzyklopädie Medizingeschichte. De Gruyter, Berlin/New York 2004  (ISBN 3-11-015714-4); 2. Auflage (in 3 Bänden) ebenda 2009.
- mit Bernhard Dietrich Haage, Wolfgang Wegner und Helga Haage-Naber: Deutsche Fachliteratur in Mittelalter und Früher Neuzeit. Berlin 2007 (= Grundlagen der Germanistik. Band 43).
- mit Hans Michael Wellmer: Das ‘Würzburger chirurgische Rezeptar’. Untersuchungen zu einer wundärztlichen Formelsammlung des späten 15. Jahrhunderts mit Textausgabe. In: Fachprosaforschung – Grenzüberschreitungen. Band 1, 2005 (2007), S. 35–103.
- mit Lenka Vaňková: Mesuë a jeho ‘Grabadin’. Standardní dílo středovĕké farmacie / Mesuë und sein ‘Grabadin’. Ein Standardwerk der mittelalterlichen Pharmazie. Edition – Übersetzung – Kommentar / Edice – Přzeklad – Komentař. Tilia, Šenov u Ostravy (Ostrava) 2005  (ISBN 80-7042-685-3).
- mit Bernhard Dietrich Haage, Wolfgang Wegner und Helga Haage-Naber: Deutsche Fachliteratur der Artes im Mittelalter. Berlin 2007 (= Grundlagen der Germanistik. Band 43).
- mit Immo Schild (Hrsg.): Sebald Mulner im ‘Ansbacher Arzneibuch’: ‘Wässertraktat’ – ‘Ölbuch’ – ‘Rezeptar’. In: Alfred Reichling (de) (Hrsg.): Organista et homo ductus. Festschrift Rudolf Walter zum 90. Geburtstag. Sankt Augustin 2008, S. 273–292.
- mit Hilde-Marie Groß: Die große Zeit schlesischer Fachliteratur – das 12. und 13. Jahrhundert. Mit einem Ausblick bis 1500. In: Dan Gawrecki (Hrsg.): K periodizaci dějin sleszka. Sbornik z pracovního zasedáni v Opavě 11.–12. prosince 2007. Troppau 2008, S. 75–102.
- mit Christine Wolf: Chirurgische Fachprosa des 13. bis 15. Jahrhunderts in Schlesien, Nordmähren und Nordböhmen. In: Ralf G. Päsler, Dietrich Schmidtke (Hrsg.): Deutschsprachige Literatur des Mittelalters im östlichen Europa. Forschungsstand und Forschungsperspektiven. Heidelberg 2006, S. 383–426.
- mit Jörg Siegfried Kotsch: Das „Erlauer Frauenbüchlein“. Untersuchungen zu einem gynäkologischen Rezeptar aus dem spätmittelalterlichen Oberungarn. Text und Kommentar. In: Fachprosaforschung – Grenzüberschreitungen. Band 4/5, 2008/2009 (2010), S. 47–112.
- mit Christine Wolf: Die „Römische Chirurgie“. Anmerkungen zu einem schlesischen Arzneimittel-Handbuch aus dem spätmittelalterlichen Kloster Farfa. In: Mechthild Habermann (Hrsg.): Textsortentypologien und Textallianzen des 13. und 14. Jahrhunderts. Berlin 2011 (= Berliner sprachwissenschaftliche Studien. Band 22), S. 201–266.
- mit Christine Wolf: Acht Wundtrank-Rezepte aus der „Hübsch Chirurgia“ des Niklas von Mumpelier. In: Heinrich F. K. Männl, Rudolf Fritsch, Barbara Gießmann (Hrsg.): Forschungsbeiträge der Naturwissenschaftlichen Klasse (= Schriften der Sudetendeutschen Akademie der Wissenschaften und Künste. Band 31) München 2011, S. 55–80.
- mit Hilde-Marie Groß und Christine Wolf: Das ‘Breslauer Arzneibuch’ (13. Jh.) im ‘Olmützer medizinischen Kompendium’ (15. Jh.). Beobachtungen zur Kompilationsleittechnik anhand einiger Versatzstücke. In: Fachprosaforschung – Grenzüberschreitungen. Band 7, 2011, S. 27–27.
- mit Christoph Weißer: Heilkunde bei den Germanen. In: Heinrich Beck, Dieter Geuenich (de), Heiko Steuer (Hrsg.): Reallexikon der germanischen Altertumskunde. 2., völlig neu bearbeitete Auflage. Begründet von Heinrich Beck, Herbert Jankuhn, Hans Kuhn und Reinhard Wenskus. Redigiert von Rosemarie Müller, 35 Bände und 2 Registerbände. Berlin/ New York (1968–)1973–2008, hier: Ergänzungs-Band 77: Altertumskunde – Altertumswissenschaft – Kulturwissenschaft: Erträge und Perspektiven nach 40 Jahren Reallexikon der Germanischen Altertumskunde. Berlin/Boston 2012, S. 317–388.
- mit Jürgen Kiefer: Das ‘Erfurter Kartäuserregimen’. Anmerkungen zu Inhalt, Aufbau und Verfasserfrage einer klösterlichen Gesundheitslehre des 15. Jahrhunderts. In: Jürgen Kiefer (Hrsg.): Heilkunde und Heilmittel. Zu Erwerb und Transfer von medizinisch-pharmazeutischem Wissen in Europa. Festschrift Ingrid Kästner. Aachen 2013 (= Europäische Wissenschaftsbeziehungen. Band 5), S. 217–259.
- mit Rudolf Peitz: Die „Decem quaestiones de medicorum statu“. Beobachtungen zur ärztlichen Standeskunde des 14. und 15. Jahrhunderts. In: Fachprosaforschung – Grenzüberschreitungen. Band 8/9, 2012/2013 (2014), S. 283–297. Vgl. auch Rudolf Peitz, Gundolf Keil: Decem quaestiones de medicorum statu. Uwagi co do stanu lekarskiego w XIV i XV vieku. [englisch übersetzt … Comments on Physicians as a Social Class in the 14th and 15th Centuries.] In: Archiwum historii i foilozaofii medycyny. Band 77, 2014 (2015)  (ISBN 978-83-7654-385-7), S. 28–35.
- mit Christine Wolf: Das führende Kräuterbuch als transporter: Altdeutsche Fachprosa in Johann WONNECKES ‘Gart’. In: Ingrid Kästner u a. (Hrsg.): Erkunden, Sammeln, Notieren und Vermitteln – Wissenschaft im Gepäck von Handelsleuten, Diplomaten und Missionaren. Aachen 2014 (= Europäische Wissenschaftsbeziehungen. Band 7), S. 37–74.

### en tant qu'éditeur
- mit Ria Jansen-Sieben: Eine chirurgische Glossensammlung des frühen 14. Jahrhunderts. In: Zeitschrift für deutsche Wortforschung. Band 27, 1971, S. 129–146.
- mit Peter Assion: Fachprosaforschung. Acht Vorträge zur mittelalterlichen Artesliteratur. E. Schmidt, Berlin 1974  (ISBN 3-503-00743-1).
- Chirurgia magna Guidonis de Gauliaco, nunc demum suae primae integritati restituta à Laurentio Jouberto. Lyon 1585; Neudruck Darmstadt 1976; 2. Auflage ebenda 1980.
- „gelêrter der arzenîe, ouch apotêker“: Beiträge zur Wissenschaftsgeschichte. Festschrift Willem F. Daems (= Würzburger medizinhistorische Forschungen. Band 24). Wellm, Pattensen 1982  (ISBN 3-921456-35-5).
- mit Peter Assion, Willem Frans Daems und Heinz-Ulrich Röhl: Fachprosa-Studien. Beiträge zur mittelalterlichen Wissenschafts- und Geistesgeschichte. (Festschrift Gerhard Eis) E. Schmidt, Berlin 1982  (ISBN 3-503-01269-9).
- mit Gerhard Baader: Medizin im mittelalterlichen Abendland. Darmstadt 1982 (= Wege der Forschung. Band 363), S. 125–150.
- Vom Einfluss der Gestirne auf die Gesundheit und den Charakter des Menschen. Das „Iatromathematische Hausbuch“, dargestellt am Nürnberger Kodex Schürstab. Band 1: Faksimile, Band 2: Kommentar zur Faksimile-Ausgabe des Manuskriptes C 54 der Zentralbibliothek Zürich. Unter Mitwirkung von Friedrich Lenhardt und Christoph Weißer sowie einem Vorwort von Huldrych M. Koelbing, Faksimile-Verlag, Luzern/Wien/Berlin u. a. 1981–1983  (ISBN 3-85672-013-8).
- mit Rudolf Schmitz (de): Humanismus und Medizin. Acta humaniora, Weinheim 1984 (= Deutsche Forschungsgemeinschaft: Mitteilungen der Kommission für Humanismusforschung. Band 11)  (ISBN 3-527-17011-1).
- mit Gerhardt Nissen (de): Psychiatrie auf dem Wege zur Wissenschaft. Psychiatrie-historisches Symposium anläßlich des 90. Jahrestages der Eröffnung der „Psychiatrischen Klinik der Königlichen Universität Würzburg“. Stuttgart/ New York 1985.
- mit Lothar Bossle, Josef Joachim Menzel und Eberhard Günther Schulz: Schlesien als Aufgabe interdisziplinärer Forschung. Sigmaringen 1986 (= Schlesische Forschungen. Band 1).
- mit Redaktion durch Johannes G. Mayer und Christian Naser: „ein teutsch puech machen“. Untersuchungen zur landessprachlichen Vermittlung medizinischen Wissens (= Ortolf-Studien. Band 1). Reichert, Wiesbaden 1993 (= Wissensliteratur im Mittelalter. Schriften des Sonderforschungsbereichs 226 Würzburg/Eichstätt. Band 11)  (ISBN 3-88226-539-6).
- unter Mitwirkung von Josef Domes: Würzburger Fachprosa-Studien. Beiträge zur mittelalterlichen Medizin-, Pharmazie- und Standesgeschichte aus dem Würzburger Medizinhistorischen Institut. Festschrift für Michael Holler. (= Würzburger medizinhistorische Forschungen. Band 38). Königshausen & Neumann, Würzburg 1995  (ISBN 3-8260-1113-9).
- mit Josef Joachim Menzel (Hrsg.): Anfänge und Entwicklung der deutschen Sprache im mittelalterlichen Schlesien. Verhandlungen des VIII. Symposions vom 2. bis 4. November in Würzburg 1989. Sigmaringen 1995 (= Schlesische Forschungen. Veröffentlichungen des Gerhard-Möbus-Instituts für Schlesienforschung an der Universität Würzburg. Band 6).
- mit Christoph Weißer (Schriftleiter) und Marianne Halbleib (Redaktion): Fachprosaforschung – Grenzüberschreitungen. Deutscher Wissenschafts-Verlag, Baden-Baden 2005 ff., 2015 weitergeführt im Zusammenwirken mit der Würzburger Wullstein-Forschungsstelle für deutsche Medizinliteratur des Mittelalters unter dem Titel Medizinhistorische Mitteilungen. Zeitschrift für Wissenschaftsgeschichte und Fachprosaforschung. (Deutscher Wissenschafts, Baden-Baden 2016  (ISBN 978-3-86888-118-9)).